# Quad II
Quad II is een videospel voor de platforms Commodore 64 en Commodore 128. Het spel werd uitgebracht in 1990. 